# Georgy Stepanovich Shonin
Georgi Stepanovich Shonin (tiếng Ukraina: Гео́ргій Степа́нович Шо́нін) (3 tháng 8 năm 1935 – 7 tháng 4 năm 1997; sinh ở Rovenky, Luhansk Oblast, lớn lên ở Balta, Cộng hòa Xã hội chủ nghĩa Xô viết Ukraina) là một phi hành gia người Liên Xô đã thực hiện sứ mệnh không gian Soyuz 6.
Shonin là một trong những phi hành gia đầu tiên được lựa chọn vào năm 1960. Ông rời chương trình năm 1979 vì lý do sức khoẻ.
Sau đó, ông trở thành giám đốc một viện nghiên cứu quốc phòng. Shonin mất năm 1997 vì một cơn đau tim.